# Campeonato Mundial de Hóquei no Gelo de 1931
O Campeonato Mundial de Hóquei no Gelo de 1931 foi realizadas entre 1 e 8 de fevereiro de fevereiro de 1931 em Krynica-Zdrój na Polônia. Teve novamente como campeã a seleção do Canadá.

## Fase eliminatória

### Primeira rodada
Os vencedores dos jogos da primeira fase avançaram para a segunda rodada, já os perdedores foram enviados para o grupo dos perdedores da fase final.
| 1 de fevereiro de 1931 |     |         |                        |
| Tchecoslováquia        | 4–1 | Hungria | Krynica-Zdrój, Polônia |
|                        |     |         | Krynica-Zdrój, Polônia |

| 1 de fevereiro de 1931 |     |             |                        |
| Áustria                | 1–0 | Reino Unido | Krynica-Zdrój, Polônia |
|                        |     |             | Krynica-Zdrój, Polônia |

### Segunda rodada
Os vencedores dos jogos da segunda rodada avançaram para o grupo principal da fase final, já os perdedores foram enviados para a rodada de qualificação.
| 1 de fevereiro de 1931 |     |        |                        |
| Canadá                 | 9–0 | França | Krynica-Zdrój, Polônia |
|                        |     |        | Krynica-Zdrój, Polônia |

| 2 de fevereiro de 1931 |     |         |                        |
| Tchecoslováquia        | 4–1 | Polônia | Krynica-Zdrój, Polônia |
|                        |     |         | Krynica-Zdrój, Polônia |

| 2 de fevereiro de 1931 |     |         |                        |
| Suécia                 | 3–1 | Áustria | Krynica-Zdrój, Polônia |
|                        |     |         | Krynica-Zdrój, Polônia |

| 2 de fevereiro de 1931 |      |         |                        |
| Estados Unidos         | 15–0 | Romênia | Krynica-Zdrój, Polônia |
|                        |      |         | Krynica-Zdrój, Polônia |

### Rodada de qualificação
Os vencedores dos jogos da rodada de qualificação avançaram para o grupo principal da fase final, já os perdedores foram enviados para o grupo dos perdedores.
| 3 de fevereiro de 1931 |     |         |                        |
| Áustria                | 7–0 | Romênia | Krynica-Zdrój, Polônia |
|                        |     |         | Krynica-Zdrój, Polônia |

| 3 de fevereiro de 1931 |     |        |                        |
| Polônia                | 2–1 | França | Krynica-Zdrój, Polônia |
|                        |     |        | Krynica-Zdrój, Polônia |

## Fase Final

### Grupo Principal
| Tabela de classificação | Tabela de classificação | Tabela de classificação | Tabela de classificação | Tabela de classificação | Tabela de classificação | Tabela de classificação | Tabela de classificação | Tabela de classificação | Tabela de classificação | Tabela de classificação |
| Time                    | Time                    | Pts                     | J                       | V                       | E                       | D                       | GM                      | GS                      | SG                      |                         |
| ----------------------- | ----------------------- | ----------------------- | ----------------------- | ----------------------- | ----------------------- | ----------------------- | ----------------------- | ----------------------- | ----------------------- | ----------------------- |
| 1                       | Canadá                  | 9                       | 5                       | 4                       | 1                       | 0                       | 15                      | 0                       | +15                     |                         |
| 2                       | Estados Unidos          | 8                       | 5                       | 4                       | 0                       | 1                       | 7                       | 3                       | +4                      |                         |
| 3                       | Áustria                 | 4                       | 5                       | 2                       | 0                       | 3                       | 5                       | 13                      | -8                      |                         |
| 4                       | Polônia                 | 3                       | 5                       | 1                       | 1                       | 3                       | 3                       | 6                       | -3                      |                         |
| 5                       | Tchecoslováquia         | 3                       | 5                       | 1                       | 1                       | 3                       | 2                       | 5                       | -3                      |                         |
| 6                       | Suécia                  | 3                       | 5                       | 1                       | 1                       | 3                       | 1                       | 6                       | -5                      |                         |

#### Resultados
| 4 de fevereiro de 1931 |     |         |                        |
| Estados Unidos         | 2–1 | Áustria | Krynica-Zdrój, Polônia |
|                        |     |         | Krynica-Zdrój, Polônia |

| 4 de fevereiro de 1931 |     |                 |                        |
| Canadá                 | 2–0 | Tchecoslováquia | Krynica-Zdrój, Polônia |
|                        |     |                 | Krynica-Zdrój, Polônia |

| 4 de fevereiro de 1931 |     |        |                        |
| Polônia                | 2–0 | Suécia | Krynica-Zdrój, Polônia |
|                        |     |        | Krynica-Zdrój, Polônia |

| 5 de fevereiro de 1931 |     |         |                        |
| Tchecoslováquia        | 2–1 | Áustria | Krynica-Zdrój, Polônia |
|                        |     |         | Krynica-Zdrój, Polônia |

| 5 de fevereiro de 1931 |     |        |                        |
| Estados Unidos         | 3–0 | Suécia | Krynica-Zdrój, Polônia |
|                        |     |        | Krynica-Zdrój, Polônia |

| 5 de fevereiro de 1931 |     |         |                        |
| Canadá                 | 3–0 | Polônia | Krynica-Zdrój, Polônia |
|                        |     |         | Krynica-Zdrój, Polônia |

| 6 de fevereiro de 1931 |     |                 |                        |
| Estados Unidos         | 1–0 | Tchecoslováquia | Krynica-Zdrój, Polônia |
|                        |     |                 | Krynica-Zdrój, Polônia |

| 6 de fevereiro de 1931 |     |        |                        |
| Canadá                 | 0–0 | Suécia | Krynica-Zdrój, Polônia |
|                        |     |        | Krynica-Zdrój, Polônia |

| 6 de fevereiro de 1931 |     |         |                        |
| Áustria                | 2–1 | Polônia | Krynica-Zdrój, Polônia |
|                        |     |         | Krynica-Zdrój, Polônia |

| 7 de fevereiro de 1931 |     |                 |                        |
| Suécia                 | 1–0 | Tchecoslováquia | Krynica-Zdrój, Polônia |
|                        |     |                 | Krynica-Zdrój, Polônia |

| 7 de fevereiro de 1931 |     |         |                        |
| Canadá                 | 8–0 | Áustria | Krynica-Zdrój, Polônia |
|                        |     |         | Krynica-Zdrój, Polônia |

| 7 de fevereiro de 1931 |     |         |                        |
| Estados Unidos         | 1–0 | Polônia | Krynica-Zdrój, Polônia |
|                        |     |         | Krynica-Zdrój, Polônia |

| 8 de fevereiro de 1931 |     |        |                        |
| Áustria                | 1–0 | Suécia | Krynica-Zdrój, Polônia |
|                        |     |        | Krynica-Zdrój, Polônia |

| 8 de fevereiro de 1931 |     |                 |                        |
| Polônia                | 0–0 | Tchecoslováquia | Krynica-Zdrój, Polônia |
|                        |     |                 | Krynica-Zdrój, Polônia |

| 8 de fevereiro de 1931 |     |                |                        |
| Canadá                 | 2–0 | Estados Unidos | Krynica-Zdrój, Polônia |
|                        |     |                | Krynica-Zdrój, Polônia |

### Grupo dos Perdedores
| Tabela de classificação | Tabela de classificação | Tabela de classificação | Tabela de classificação | Tabela de classificação | Tabela de classificação | Tabela de classificação | Tabela de classificação | Tabela de classificação | Tabela de classificação | Tabela de classificação |
| Time                    | Time                    | Pts                     | J                       | V                       | E                       | D                       | GM                      | GS                      | SG                      |                         |
| ----------------------- | ----------------------- | ----------------------- | ----------------------- | ----------------------- | ----------------------- | ----------------------- | ----------------------- | ----------------------- | ----------------------- | ----------------------- |
| 7                       | Hungria                 | 6                       | 3                       | 3                       | 0                       | 0                       | 13                      | 2                       | +11                     |                         |
| 8                       | Reino Unido             | 4                       | 3                       | 2                       | 0                       | 1                       | 14                      | 4                       | +10                     |                         |
| 9                       | França                  | 2                       | 3                       | 1                       | 0                       | 2                       | 8                       | 4                       | +4                      |                         |
| 10                      | Romênia                 | 0                       | 3                       | 0                       | 0                       | 3                       | 2                       | 27                      | -25                     |                         |

#### Resultados
| 4 de fevereiro de 1931 |     |             |                        |
| Hungria                | 3–1 | Reino Unido | Krynica-Zdrój, Polônia |
|                        |     |             | Krynica-Zdrój, Polônia |

| 4 de fevereiro de 1931 |     |         |                        |
| França                 | 7–1 | Romênia | Krynica-Zdrój, Polônia |
|                        |     |         | Krynica-Zdrój, Polônia |

| 5 de fevereiro de 1931 |     |         |                        |
| Hungria                | 9–1 | Romênia | Krynica-Zdrój, Polônia |
|                        |     |         | Krynica-Zdrój, Polônia |

| 6 de fevereiro de 1931 |     |        |                        |
| Reino Unido            | 2–1 | França | Krynica-Zdrój, Polônia |
|                        |     |        | Krynica-Zdrój, Polônia |

| 7 de fevereiro de 1931 |      |         |                        |
| Reino Unido            | 11–0 | Romênia | Krynica-Zdrój, Polônia |
|                        |      |         | Krynica-Zdrój, Polônia |

| 7 de fevereiro de 1931 |     |        |                        |
| Hungria                | 1–0 | França | Krynica-Zdrój, Polônia |
|                        |     |        | Krynica-Zdrój, Polônia |